# Cèdula d'habitabilitat de segona ocupació
La cèdula d'habitabilitat és un document administratiu que expedeix la Generalitat de Catalunya, que acredita que un habitatge compleix les condicions mínimes d'habitabilitat que preveu la normativa vigent i és apte per a ser destinat a residència de persones, sense perjudici que s'hi desenvolupin altres activitats autoritzades.
La cèdula s'anomena de segona ocupació si es refereix a habitatges usats o preexistents.
Les dades que consten a la cèdula són:
- L'adreça i ubicació de l'habitatge
- La superfície útil de l'habitatge i de les habitacions
- Les estances i els espais que componen l'habitatge
- Ocupació máxima
- La identificació i titulació de la persona tècnica que certificat l'habitabilitat

A la cèdula no figura el nom de la persona propietària. Es tracta d'un document que acredita les condicions objectives d'habitabilitat d'un habitatge, amb independència del seus titulars o ocupants.

## Quan es necessita?
La cèdula d'habitabilitat és necessària per a transmetre un habitatge en venda, lloguer o cessió d'ús, en primera transmissió o en posteriors (llevat dels supòsits d'exoneració que preveu la normativa vigent). També és necessària per a donar-se d'alta dels serveis d'aigua, electricitat, gas, telecomunicacions i altres serveis.
L'atorgament de la cèdula d'habitabilitat no suposa la legalització de les construccions pel que fa a l'adequació de l'ús d'habitatge a la legalitat urbanística.

## Terminis i vigència
Es pot sol·licitar en qualsevol moment.
La cèdula d'habitabilitat té una vigència de 15 anys.

## Inspecció
El certificat d'habitabilitat és un document redactat per un tècnic competent, on certifica l'habitabilitat d'un habitatge per mitjà d'un imprès oficial establert per l'Agencia de l'Habitatge de Catalunya.
El propietari contactarà amb un tècnic competent perquè realitzi la inspecció a l'habitatge. Aquest tècnic (aparellador, arquitecte tècnic, enginyer de l'edificació o arquitecte), computarà la superficie útil i omplirà el certificat conforme l'habitatge compleix la normativa en el cas de ser així.
Adreces de contacte dels col·legis professionals sobre tècnics tramitadors de cèdules d'habitabilitat
| Àmbit            | Col·legis d'Aparelladors, Arquitectes Tècnics i Enginyers de l'Edificació | Col·legi Oficial d'Arquitectes de Catalunya |
| ---------------- | --- | --- |
| Barcelona        | Delegació de Barcelona C/ Bon Pastor, 5 08021 Barcelona Tel:. 93 240 20 60 www.apabcn.cat informacio@apabcn.cat Delegació de l'Alt Penedès-Garraf Pl. del Penedès, 3, 4a. planta 08720 Vilafranca del Penedès Tel.: 93 819 93 79 Delegació del Bages-Berguedà-Anoia Plana de l'Om, 6, 3r. 08241 Manresa Tel.: 93 872 97 99 Delegació del Maresme Pl. Xammar, 2 08301 Mataró Tel.: 93 798 34 42 Delegació d'Osona Rambla del Passeig, 71 08500 Vic Tel.: 93 885 26 11 Delegació del Vallès Occidental C/ Colom, 114, 1a.planta (Vapor Universitari) 08222 Terrassa Tel.: 93 780 11 10 Delegació del Vallès Oriental Josep Piñol, 8 08402 Granollers Tel.: 93 879 01 76 | Demarcació de Barcelona Pl. Nova, 5 08001 Telèfon: 93 301 50 00 www.arquitectes.cat Delegació del Bages/Berguedà C/ Arquitecte Oms, 5 (Casa Lluvià) 08242 Manresa Tel.: 93 875 18 00 Delegació d'Osona Pl. Bisbe Oliba, 2 08500 Vic Tel.: 93 889 26 91 - 93 889 25 66 Delegació del Vallès C/ Colom, 114, 1a.planta (Vapor Universitari) 08222 Terrassa Tel.: 93 731 59 80 |
| Girona           | C/ Santa Eugènia, 19 17005 Girona Tel. 972 21 18 54 www.aparellador.cat C/Antiga de Vidreres Sector Ind. Q, Nau D-18 17310 Lloret de Mar Tel. 972 37 12 23 C/Pirineus - C/Falgueres s/n, Polígon Industrial 17460 Celrà Tel. 972 49 30 37 Polígon Industrial Pont del Príncep, parcel·la 28, sector 1 17469 Vilamalla Tel. 972 52 61 39 C/ Pagès Ortiz, 55 17230 Palamós Tel. 972 31 56 65 Avda. Europa 36 Polígon Industrial Pla de Baix 17800 Olot Tel. 972 26 00 71 | Demarcació de Girona Pl. de la Catedral, 8 (Pia Almoina) 17004 Girona Tel. 972 41 27 27 Delegació de la Garrotxa-Ripollès Pl. Clarà, 12, 1r. 17800 Olot Tel. 972 27 27 00 Delegació de l'Alt Empordà Pl. de l'Església, 6 17600 Figueres Tel. 972 50 50 33 |
| Lleida           | C/ Enric Granados, 5 25006 Lleida Tel. 973 24 91 00 www.caatlleida.cat | Demaració de Lleida C/ Canyeret, 2 25007 Lleida Tel. 973 23 40 51 Delegació del Pirineu Pg. Joan Brudieu, 20 25700 La Seu d'Urgell Tel. 973 35 36 00 |
| Tarragona        | Rambla del President Macià, 6, ba. 43005 Tarragona Tel.: 977 21 27 99 www.apatgn.org | Demarcació de Tarragona C/ Sant Llorenç, 20-22 43003 Tarragona Tel. 977 24 93 67 |
| Terres de l'Ebre | Demarcació de l'Ebre Ronda del Docs, 6 43500 Tortosa Tel. 977 44 37 80 www.catebre.cat | Demarcació de l'Ebre C/ Berenguer IV, 26, pral. (Casa Bau) 43500 Tortosa Tel. 977 44 19 72 |